# العلاقات التشيكية الصينية
العلاقات التشيكية الصينية هي العلاقات الثنائية التي تجمع بين التشيك والصين.

## مقارنة بين البلدين
هذه مقارنة عامة ومرجعية للدولتين:
| وجه المقارنة                                              | التشيك                                                                            | الصين                    |
| --------------------------------------------------------- | --------------------------------------------------------------------------------- | ------------------------ |
| المساحة (كم2)                                             | 78.87 ألف                                                                         | 9.60 مليون               |
| عدد السكان (نسمة)                                         | 10.52 مليون                                                                       | 1.33 مليار               |
| الكثافة السكانية (ن./كم²)                                 | 133.38                                                                            | 138.54                   |
| العاصمة                                                   | براغ                                                                              | بكين                     |
| اللغة الرسمية                                             | اللغة التشيكية                                                                    | اللغة الصينية القياسية   |
| العملة                                                    | كرونة تشيكية، كرونة تشيكوسلوفاكية                                                 | رنمينبي                  |
| الناتج المحلي الإجمالي (بليون دولار)                      | 215.73 مليار                                                                      | 12.24 تريليون            |
| الناتج المحلي الإجمالي (تعادل القوة الشرائية) بليون دولار | 356.15 مليار                                                                      | 19.82 تريليون            |
| الناتج المحلي الإجمالي الاسمي للفرد دولار أمريكي          | 17.55 ألف                                                                         | 8.03 ألف                 |
| الناتج المحلي الإجمالي للفرد دولار أمريكي                 | 31.19 ألف                                                                         | 13.21 ألف                |
| مؤشر التنمية البشرية                                      | 0.878                                                                             | 0.728                    |
| رمز المكالمات الدولي                                      | +420                                                                              | +86                      |
| رمز الإنترنت                                              | .cz                                                                               | .cn، .中国 ‏، .中國 ‏      |
| المنطقة الزمنية                                           | ت ع م+01:00، ت ع م+02:00، توقيت وسط أوروبا، توقيت وسط أوروبا الصيفي، أوروبا/براغ ‏ | توقيت الصين، ت ع م+08:00 |

## مدن متوأمة
في ما يلي قائمة باتفاقيات التوأمة بين مدن تشيكية وصينية:
- ترتبط براغ مع غوانزو باتفاقية توأمة منذ 1967.
- ترتبط تربيتش مع ييتشانغ باتفاقية توأمة منذ 2000.[12][13][12][13]

## منظمات دولية مشتركة
يشترك البلدان في عضوية مجموعة من المنظمات الدولية، منها:
| علم المنظمة | اسم المنظمة                               | تاريخ انضمام التشيك | تاريخ انضمام الصين |
| ----------- | ----------------------------------------- | ------------------- | ------------------ |
|             | مؤسسة التنمية الدولية                     | 1993                | 24 سبتمبر 1960     |
|             | يونسكو                                    | 22 فبراير 1993      | 4 نوفمبر 1946      |
|             | مؤسسة التمويل الدولية                     | 1993                | 15 يناير 1969      |
|             | منظمة حظر الأسلحة الكيميائية              | ?                   | ?                  |
|             | الأمم المتحدة                             | 19 يناير 1993       | 25 أكتوبر 1971     |
|             | الاتحاد الدولي للاتصالات                  | 1993                | 1 سبتمبر 1920      |
|             | منظمة الشرطة الجنائية الدولية             | ?                   | ?                  |
|             | البنك الدولي للإنشاء والتعمير             | 1993                | 27 ديسمبر 1945     |
|             | الاتحاد البريدي العالمي                   | ?                   | ?                  |
|             | المركز الدولي لتسوية المنازعات الاستشارية | 22 أبريل 1993       | 6 فبراير 1993      |
|             | وكالة ضمان الاستثمار متعدد الأطراف        | 1993                | 30 أبريل 1988      |
|             | منظمة التجارة العالمية                    | ?                   | 11 ديسمبر 2001     |
|             | الفريق المعني برصد الأرض                  | ?                   | ?                  |
|             | مجموعة الموردين النوويين                  | ?                   | ?                  |

## وصلات خارجية
- موقع وزارة الخارجية التشيكية
- موقع وزارة الخارجية الصينية